# Assaí
Assaí est une ville brésilienne de l'État du Paraná. Sa population était estimée à 16,322 habitants en 2014.